# Ashley Carey
Ashley Carey (né le 23 mai 1969) est un joueur de hockey sur gazon australien. Il participe aux Jeux olympiques d'été de 1992 et remporte la médaille d'argent de la compétition.

## Palmarès

### Jeux olympiques
- Jeux olympiques de 1992 à Barcelone,  Espagne
  -  Médaille d'argent.